# زمین‌لرزه ۱۹۵۹ ژاپن
زمین‌لرزه ژاپن  در تاریخ ۲۶ آوریل ۱۹۵۹ میلادی، برابر با ‎۵ اردیبهشت ۱۳۳۸، ساعت ۲۰:۴۰:۳۷ به زمان یوتی‌سی در ژاپن رخ داد. ژرفای این زلزله ۱۱۷٫۸ کیلومتر بود. بزرگی آن ۷٫۵ در مقیاس mB اعلام شده‌است. زمین‌لرزه به وقت محلی در روز دوشنبه، ساعت ۴ روی داده و منطقه زمانی آن یوتی‌سی +۸ بوده‌است .
سازمان زمین‌شناسی آمریکا نیز جای این زمین‌لرزه را در مختصات ۲۴°۴۷′شمالی ۱۲۲°۴۲′شرقی / ۲۴٫۷۸°شمالی ۱۲۲٫۷°شرقی و بزرگی آنرا برابر با ۷٫۵ در مقیاس ریشتر اعلام کرده‌است. ژرفای گزارش شده از سوی این سازمان ۱۵۰ کیلومتر می‌باشد.
شمار کشتگان زلزله حدود ۱ نفر بوده‌است.